# Fumiko Nakashima
Fumiko Nakashima (中島 布美子 Nakashima Fumiko?) (Prefectura de Iwate, Japón, 24 de agosto de 1981) es una artista japonesa radicada en la Ciudad de México, trabaja principalmente en pintura surrealista con acuarela. Varios de sus trabajos fueron exhibidos en galerías de Japón y tras su cambio a México, se instaló en la Colonia Roma de la Ciudad de México; es conocida por pintar el trolebús de la Colonia Hipódromo Condesa, además organizó un evento para las víctimas del terremoto de Japón de 2011.

## Personal

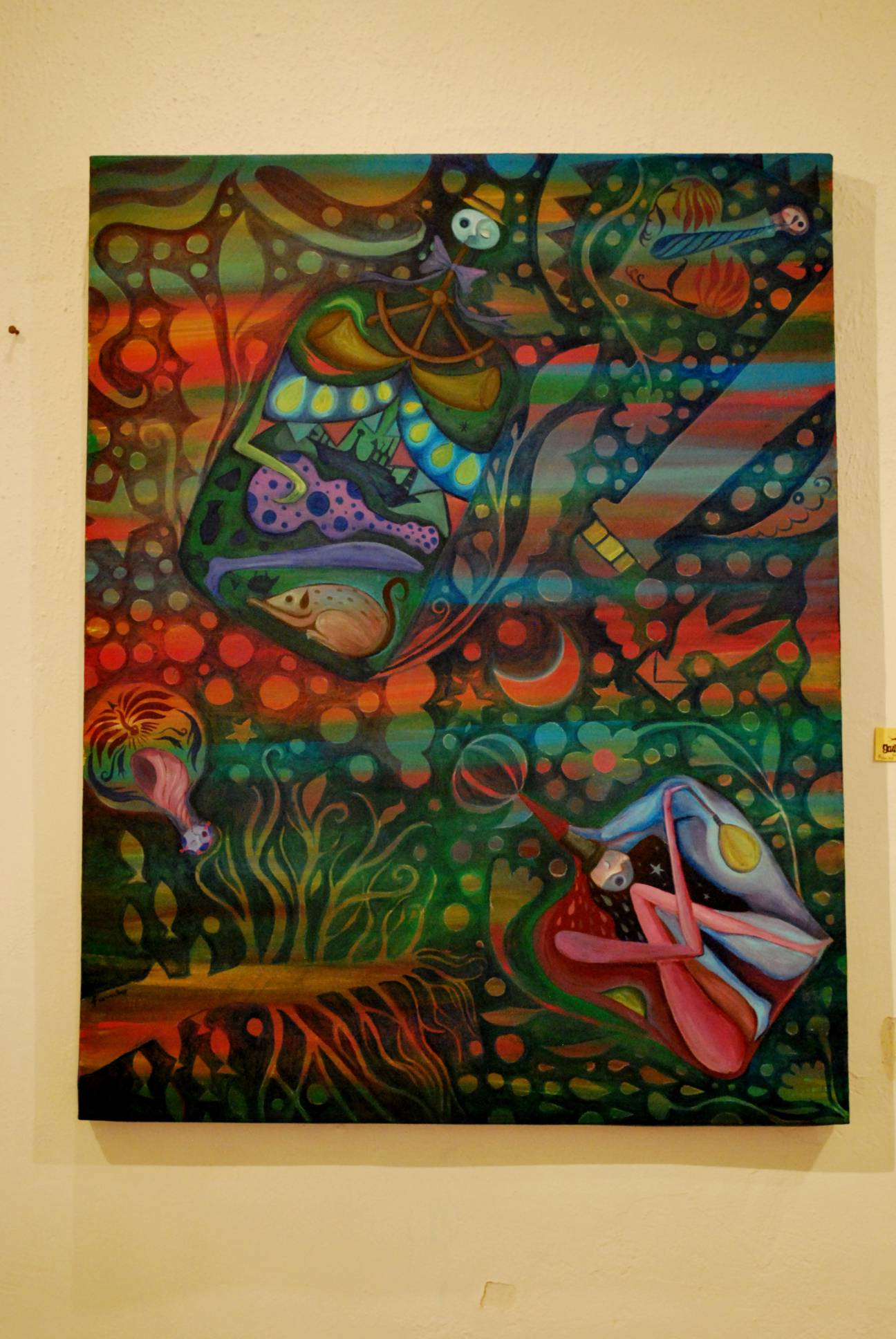
Uno de los trabajos de Fumiko Nakashima en Galería Garros.

Fumiko Nakashima nació en agosto de 1981 en la ciudad de Iwate, en la prefectura del mismo nombre, en Japón; desde pequeña mostró interés en la pintura y literatura, posteriormente se estudió en la Academia de Arte de Tokio con una especialidad en diseño. Sus primera exhibiciones de arte fueron en Japón. En 1999 visita México para estudiar el arte de Frida Kahlo y Diego Rivera, además de varios aspectos de la cultura mexicana como el día de muertos.
Desde 2010 está totalmente establecida en México, siendo una de los varios artistas japoneses como Kenta Torii, que encontraron oportunidades de crecer en el circuito de las artes. Entre sus influencias artísticas, Nakashima cita a Carlos Fuentes y Remedios Varo. Como respuesta del terremoto ocurrido en 2011 en Japón, Nakashima organizó un evento llamado Pray for Japan en conjunto con Garros Galería y el CONACULTA, además de varios artistas japoneses establecidos en México como el fotógrafo Yoshihiro Koitani y el escultor Teruaki Yamaguchi.

## Carrera

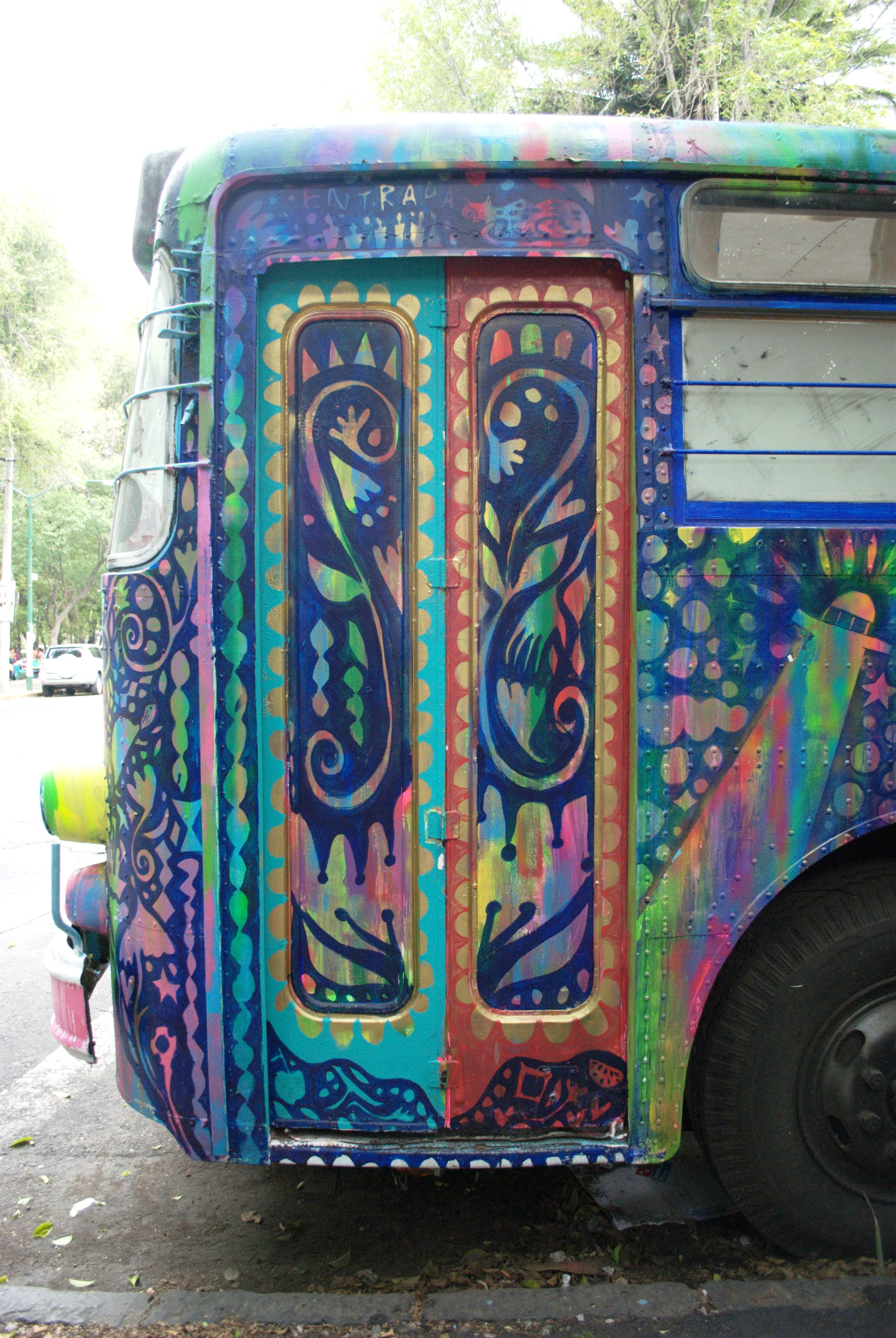
Trolebús en la Colonia Hipódromo pintado por Fumiko Nakashima.

El trabajo de Nakashima es su propia interpretación del surrealismo, trabajado mayormente con acuarela; su estilo es autobiográfico y con una marcada influencia de colores mexicanos, similares a los usados por Frida Kahlo y Remedios Varo, entre sus temas se encuentran historias para niños, imágenes de viajes y cuentos. En febrero de 2012 Nakashima creó un trabajo llamado "doble vida", usado para cubrir uno de los trolebúses de la Colonia Roma y Condesa, los cuales fueron donados por el gobierno japonés a México. El evento "doble vida" fue creado para conmemorar el aniversario del terremoto y tsunami de Japón de 2011.